# Varois-et-Chaignot
Varois-et-Chaignot ist eine französische Gemeinde mit 2068 Einwohnern (Stand 1. Januar 2022) im Département Côte-d’Or in der Region Bourgogne-Franche-Comté; sie gehört zum Arrondissement Dijon und zum Kanton Saint-Apollinaire.

## Bevölkerungsentwicklung
| Jahr                       | 1962 | 1968 | 1975 | 1982 | 1990 | 1999 | 2007 | 2016 | 2019 |
| Einwohner                  | 320  | 390  | 1036 | 1369 | 1717 | 1960 | 1982 | 1931 | 1944 |
| Quellen: Cassini und INSEE |      |      |      |      |      |      |      |      |      |

## Partnergemeinden
- Hamm am Rhein, Deutschland (seit 1983)

## Sehenswürdigkeiten
Das Fort de Varois wurde 1877 erbaut. Es gehört zur Barrière de fer, einer Kette von Festungsringen um verschiedene Städte Ostfrankreichs. Das Fort de Varois diente der Überwachung der Straße nach Osten in Richtung Dijon. Es wurde 2007 in das Zusatzverzeichnis der offiziellen historischen Denkmale eingetragen.

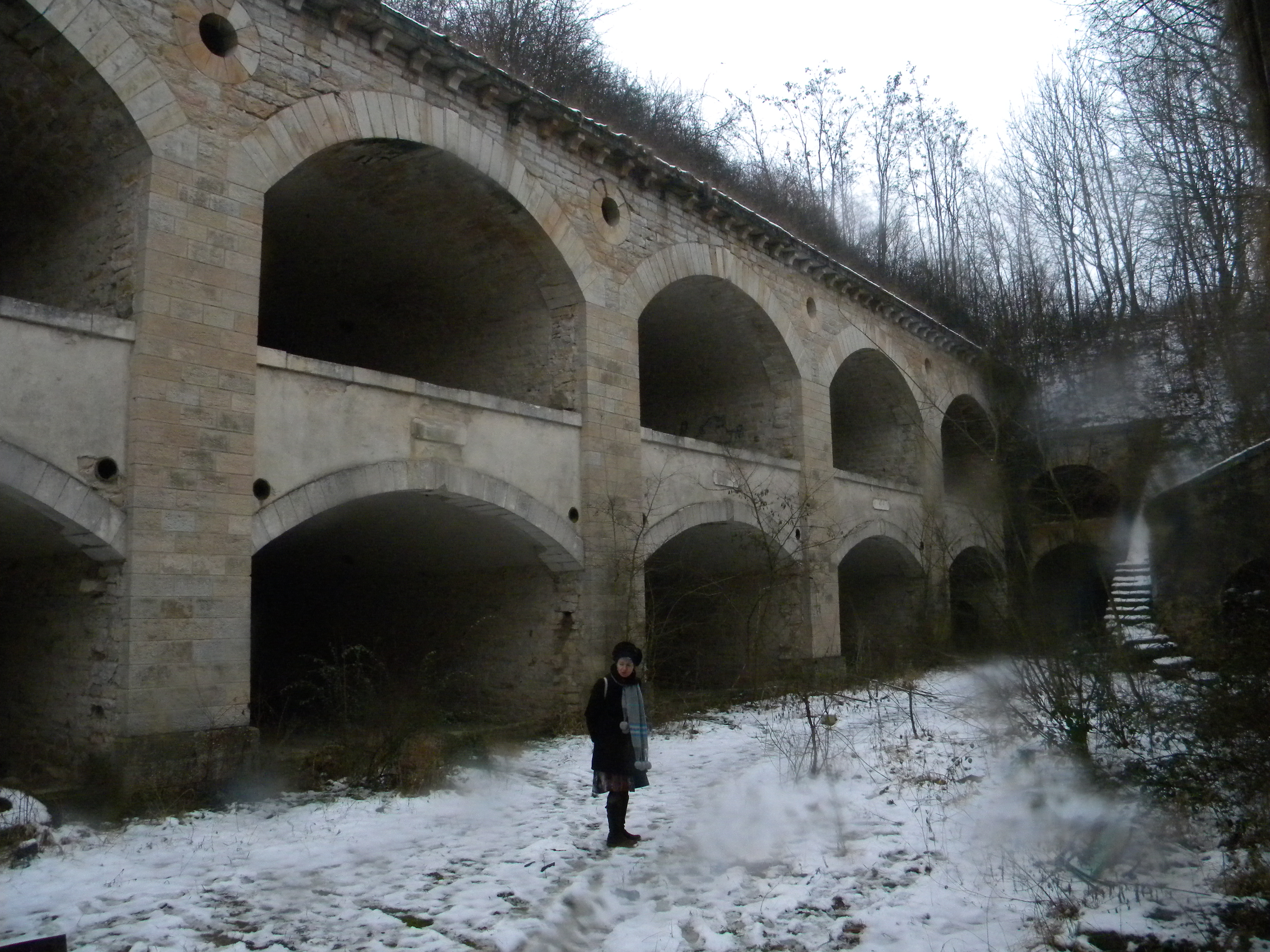
Teil des Forts
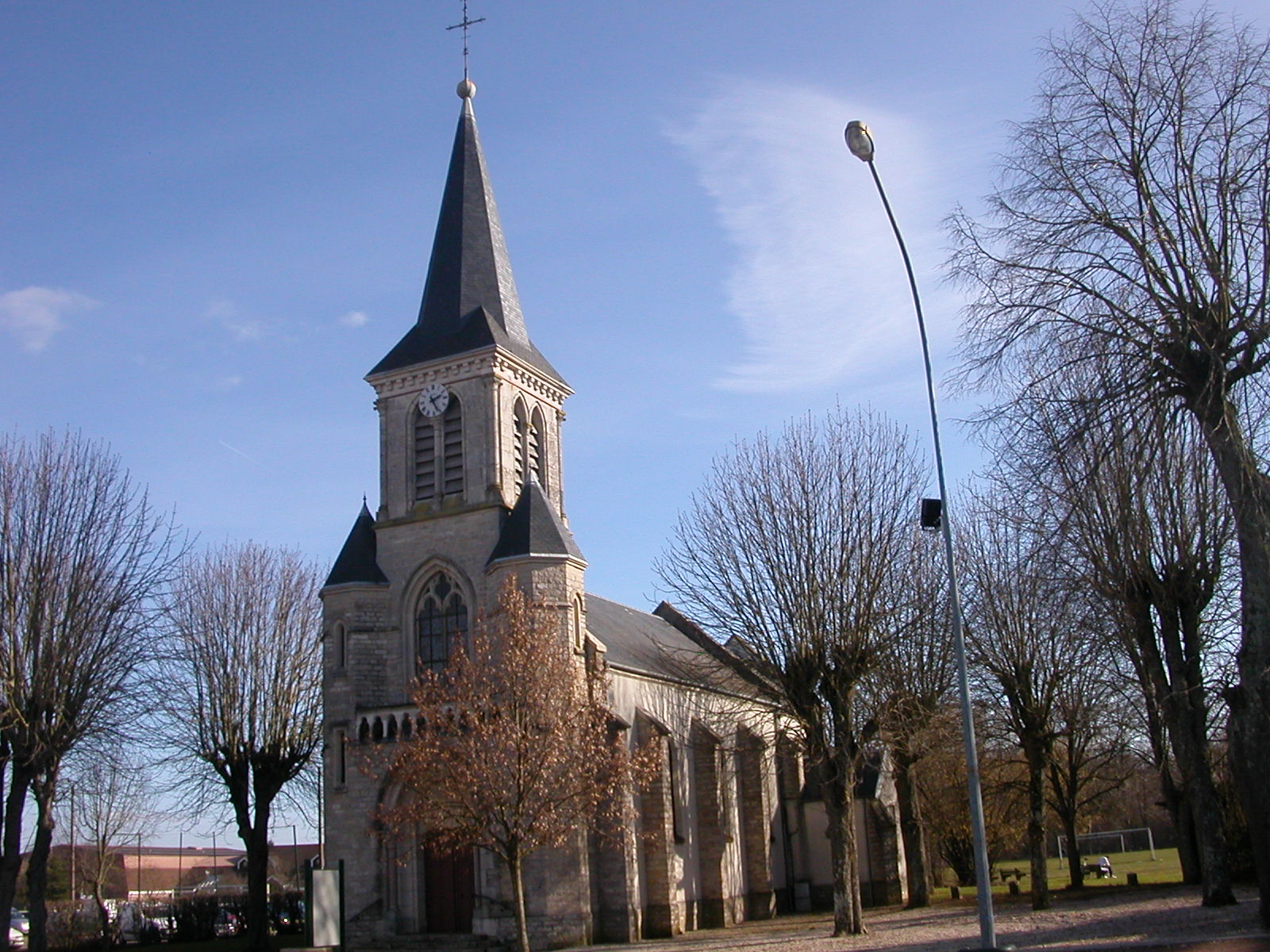
Kirche Saint-André
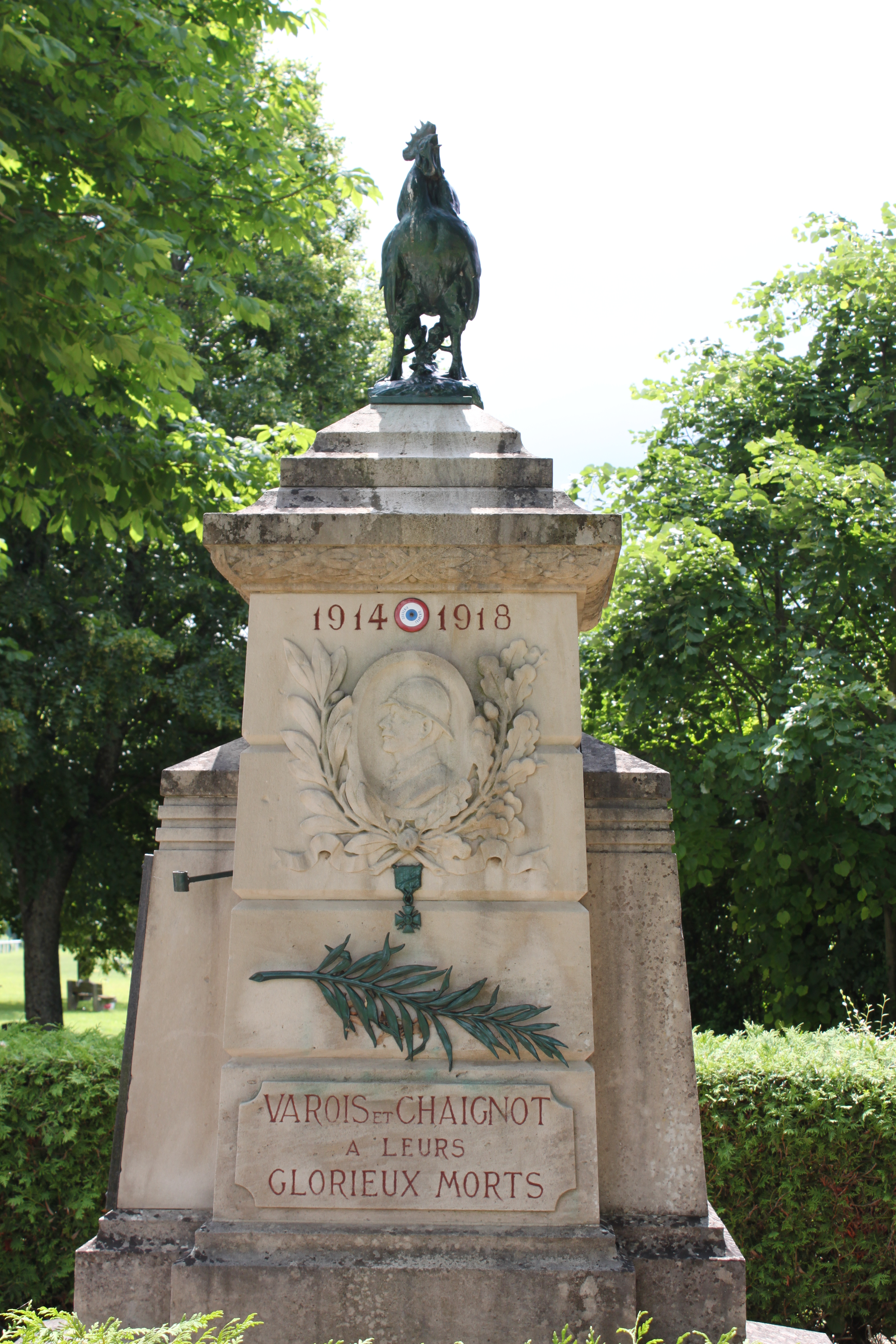
Gefallenendenkmal